# S-500
S-500 Prometej (rusko C-500 «Прометей», Prometej; tudi 55R6M "Triumfator-M") je ruski sistem zračne obrambe dolgega dosega. Razvil ga je koncern Almaz-Antej. Zamenjal bo sistem A-135 in dopolnjeval sistem S-400. Prva enota je prešla v uporabo leta 2021.

## Zgodovina
Leta 2009 je bil sistem v fazi oblikovanja pri Almaz-Anteju, ki naj bi bil zaključen leta 2012. Februarja 2011 je bilo napovedano, da bodo prve enote S-500 v serijski proizvodnji leta 2014. Dobave naj bi se začele leta 2015 ali 2017 in do leta 2020 naj bi Ruske zračno-vesoljske enote kupile deset bataljonov S-500.
S-500 naj bi skupaj s sistemom S-400 nadomestil sistem S-300. Prve enote naj bi bile nameščene v Moskovski oblasti. Z mornariško različico sistema S-500 naj bi bili oboroženi rušilci razreda Lider, vendar je bila njihova gradnja preložena za nedoločen čas.
Izvršni direktor korporacije Rosteh Sergej Čemazov je 30. junija 2019 naznanil začetek serijske proizvodnje S-500. Ne glede na to, je bilo prvih deset sistemov naročenih šele konec leta 2020 in njihova serijska proizvodnja se je začela leta 2021. Avgusta 2022 je bila podpisana še ena pogodba. Po poročanju oktobra 2023 je proizvodnja zaostajala zaradi sankcij proti Rusiji in pomanjkanja delavcev.
Prvi polk S-500 je vstopil na bojno dežurstvo v Moskvi 13. oktobra 2021.
Cena enega sistema je bila leta 2020 ocenjena na 700-800 milijonov dolarjev, leta 2023 pa na 2,5 milijarde.
Kirilo Budanov, vodja glavnega obveščevalskega direktorata Ukrajine, je junija 2024 poročal, da je bil edini sistem S-500 v uporabi premeščen na Krim za varovanje krimskega mostu, kjer pa ni uspel zaustaviti raket ATACMS.

## Načrt
Sistem S-500 je oblikovan za prestrezanje in uničevanje medcelinskih balističnih raket ter hiperzvočnih manevrirnih raket in letal. Po poročanju ruskih virov ima za protibalistično obrambo doseg 600 km, za zračno obrambo pa 500 km. Tako lahko zazna in hkrati napade do deset balističnih hiperzvočnih tarč pri hitrosti 5–7 km/s. Prav tako lahko napada hiperzvočne manevrirne izstrelke in druge zračne tarče s hitrostjo nad 5 Mach in vesoljska plovila. Odzivni čas je manj kot 4 sekunde (v primerjavi s S-400 – manj kot 10 sekund).
Za izvozno različico sistema je septembra 2021 po besedah namestnika ruskega premierja Jurija Borisovega izrazila zanimanje Indija, turški predsednik Recep Tayyip Erdoğan pa je potrdil zanimanje Turčije.